# Yaël Joalland
Yaël Joalland, né le 20 septembre 2000, est un coureur cycliste français. Il évolue au sein de l'équipe CIC U Nantes Atlantique.

## Biographie
Après pratiqué divers sports (football, athlétisme, judo), Yaël Joalland se tourne vers le cyclisme en 2012 au sein de l'US Pontchâtelaine. Son père Florian est un ancien cycliste amateur de bon niveau, tout comme son frère aîné Killian. En couple avec Manon Faye depuis de nombreuses années.  
Il quitte les rangs juniors en 2019 et intègre le Vélo Club Pays de Loudéac, alors réserve de l'équipe professionnelle Vital Concept-B&B Hotels. Il décide ensuite de rejoindre le CC Étupes en 2020, afin de disposer d'un meilleur calendrier de courses en montagne. Dans une saison perturbée par la pandémie de Covid-19, il se distingue en terminant dixième de la Ronde de l'Isard. En 2021, il se classe quatrième d'une étape sur le Tour de la Vallée d'Aoste, mais également sixième de la Ronde de l'Isard (quatrième au sommet du plateau de Beille) et onzième de Liège-Bastogne-Liège espoirs.
Remarqué par ses qualités de grimpeur, il passe professionnel en 2022 au sein du Team U Nantes Atlantique, qui crée son équipe continentale. Il reprend la compétition dès le mois de janvier lors du Grand Prix La Marseillaise.
Son meilleur résultat en 2023 est sa place de 3ème d'étape à l'Alpes Isère Tour. Il finit aussi 5ème au général de L'Alpes Isère Tour, 13ème de la Mercan'tour Classic puis 13ème sur deux étapes de la Route d'Occitanie et 14ème du étape du Tour du Limousin pour fini se classer 19ème au général du Tour du Limousin.
Sa saison 2024 débute par une très lourde chute sur le GP La Marseillaise, dans la descente de la Route des Crêtes. Il est victime de multiples fractures au visage et est touché sur quatre vertèbres. Il reprend la compétition le 8 septembre sur le Grand Prix de Fourmies (85e). 
En 2025, il se montre à son avantage sur le Tour des Alpes-Maritimes, 12e puis 11e d'étape, il prend la 12e place du classement général.

## Palmarès et résultats

### Palmarès par année
- 2021
  - 2e du championnat de Bourgogne-Franche-Comté espoirs

### Classements mondiaux
| Année                                 | 2020  | 2021  | 2022 | 2023  |
| ------------------------------------- | ----- | ----- | ---- | ----- |
| Classement mondial                    | 2070e | 2123e | nc   | 1219e |
| UCI Europe Tour                       | 1502e | 1441e | nc   | nc    |
|                                       |       |       |      |       |
| Légende : nc = non classéSource : UCI |       |       |      |       |